# Inge Bödding
Inge Bödding (Hamburgo, República Federal Alemana, 29 de marzo de 1947) es una atleta alemana retirada, especializada en la prueba de 4x400 m en la que llegó a ser medallista de bronce olímpica en 1972.

## Carrera deportiva
En el Campeonato Europeo de Atletismo en Pista Cubierta de 1971 ganó la plata en los 400 metros, con un tiempo de 54.3 segundos, tras la soviética Vera Popkova y por delante de la austriaca Maria Sykora.
Al año siguiente, en los JJ. OO. de Múnich 1972 ganó la medalla de bronce en los relevos 4x400 metros, ocn un tiempo de 3:26.51 segundos, llegando a meta tras Alemania del Este y Estados Unidos (plata), siendo sus compañeras de equipo: Anette Rückes, Hildegard Falck y Rita Wilden.